# Marina infrastrukturen vid Göteborgs universitet
Marina infrastrukturen vid Göteborgs universitet, tidigare Sven Lovén centrum för marin infrastruktur, är en svensk statlig forskningsinstitution. Den bildades 2008 som Sven Lovén centrum för marina vetenskaper, efter sammanslagning av Kristinebergs marina forskningsstation, Tjärnö marina laboratorium och det dåvarande forskningsfartyget R/V Skagerak (1968). År 2019 ändrades namnet till Marina infrastrukturen vid Göteborgs universitet. Det tidigare namnet hedrade Kristinebergs grundare, pionjären inom marinzoologi Sven Lovén.
Forskningsstationerna Kristineberg och Tjärnö ligger i Fiskebäckskil vid Gullmarsfjorden, respektive på Tjärnö vid Kosterfjorden. Marina infrastrukturen samlar en rad forskningsinriktningar och forskargrupper från främst Göteborgs universitet och andra svenska lärosäten, men är även öppen för internationella forskare och studenter.  
De två forskningsstationerna har laboratorier med rinnande yt- och djupvatten direkt från vattnen utanför. I flera av dem kan man kontrollera luft- och vattentemperatur samt ljus. Experimentanläggningarna utomhus består av växthus samt så kallade open tank systems (ecotrons), även dessa med rinnande yt- och djupvatten.

## Tjärnö
Huvudartikel: Tjärnö marinbiologiska laboratorium

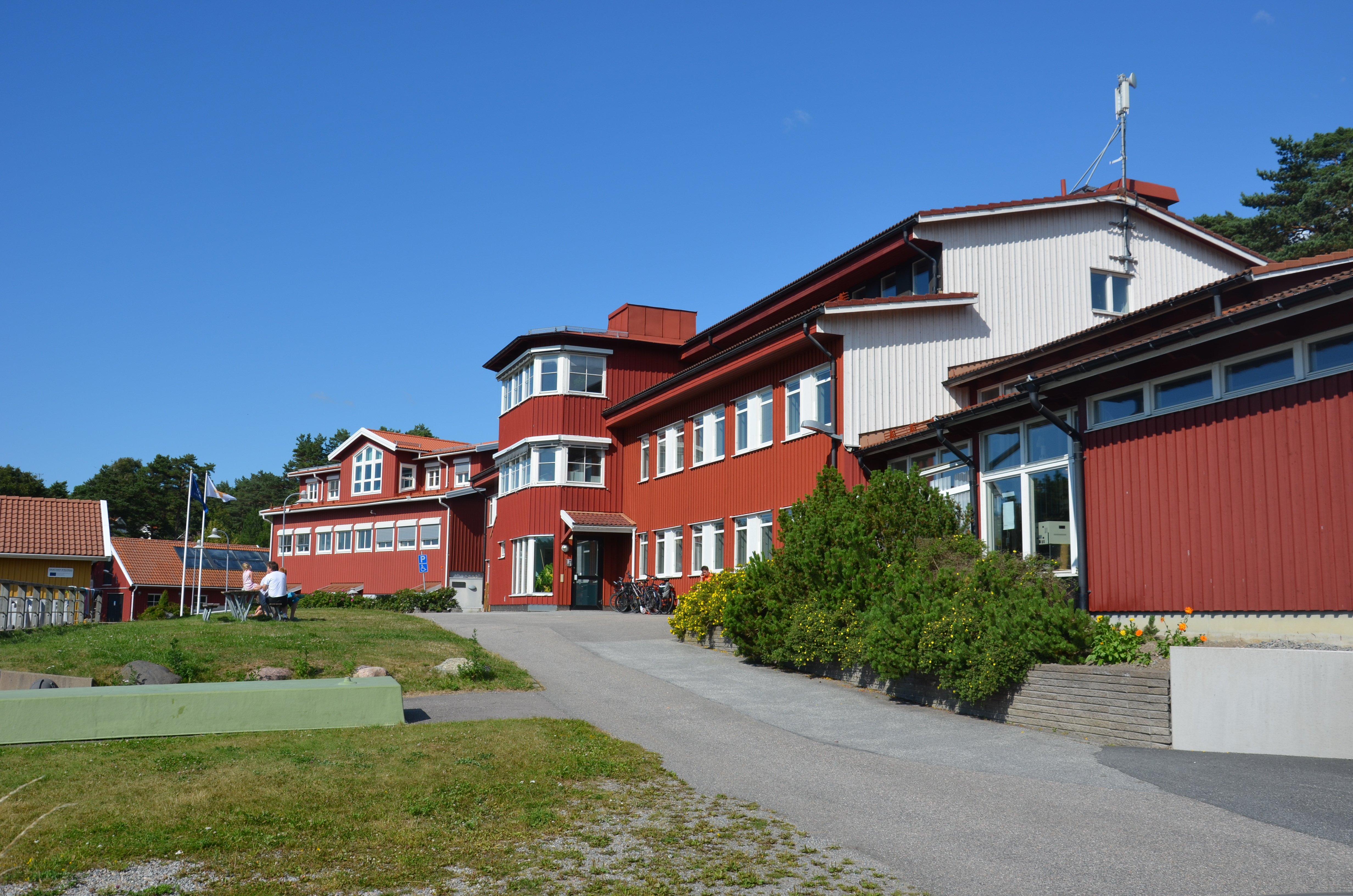
Tjärnö marinbiologiska laboratorium.

Det marinbiologiska laboratoriet på Tjärnö i Strömstads kommun nära Kosterfjorden grundades 1963. Förkastningssprickan i Kosterfjorden är 247 meter djup och når ända ut till Atlanten. Fjorden har oceanisk salthalt (35 ‰) i bottenvattnet och god vattenomsättning. I djupet av Kosterfjorden lever djur som är typiska för de oceaniska kontinentalsluttningarna och de djupa fjordarna vid Norges västkust, bland annat olika arter av svampdjur och sjöpennor, samt limamusslor och rev av ögonkorall. Andra miljöer i närheten av Tjärnöstationen är öppna stenstränder, smala sund med starka strömmar, grunda partier med sand- och lerbottnar samt ålgräsängar. År 2009 invigdes Kosterhavets nationalpark – Sveriges första nationalpark med marint fokus – i området. Här finns omkring 6 000 marina arter, av vilka mer än 200 inte finns någon annanstans i Sverige.

## Kristineberg
Huvudartikel: Kristinebergs marina forskningsstation

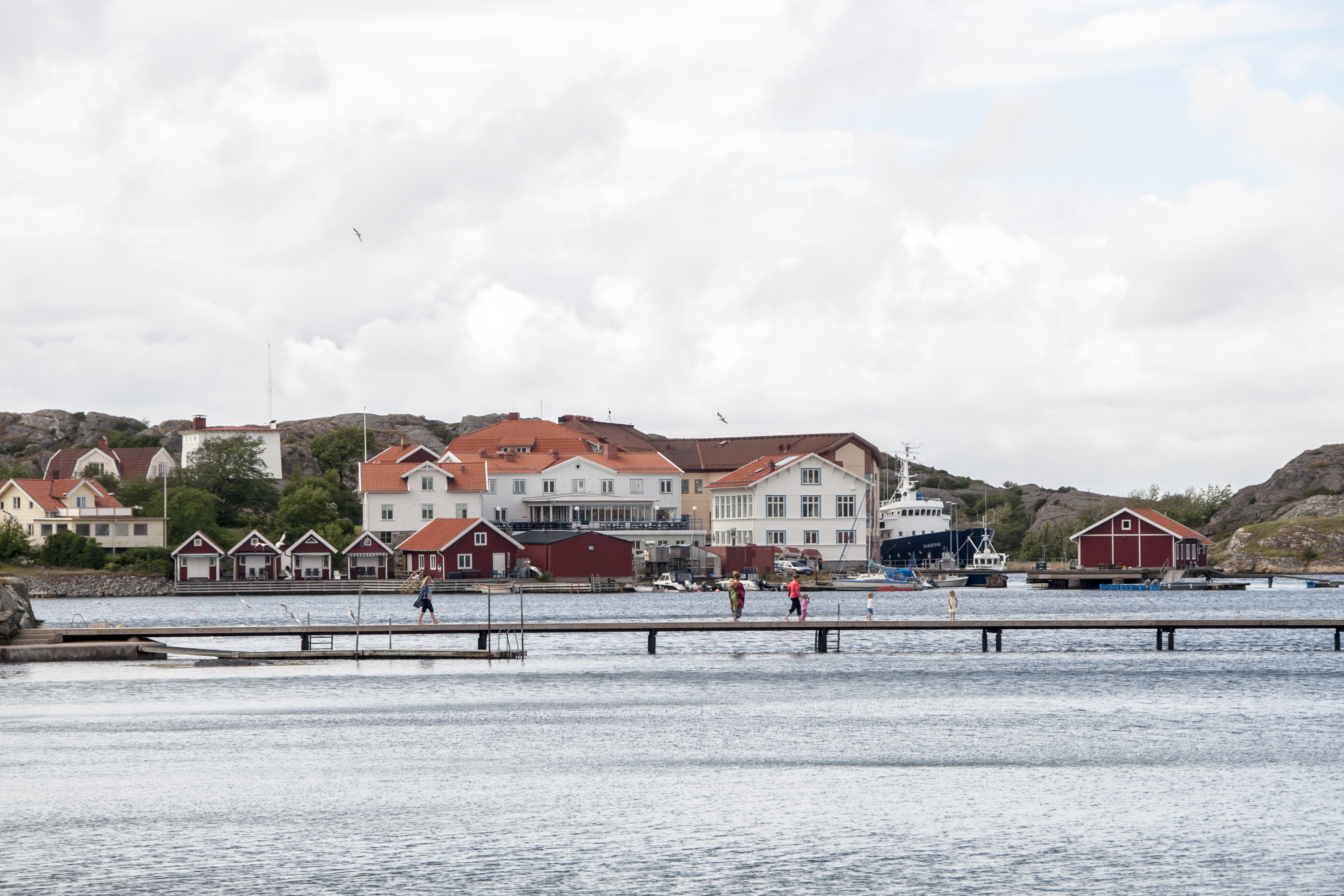
Kristinebergs marina forskningsstation.

Kristinebergstationen är belägen vid Fiskebäckskil i Lysekils kommun vid Gullmarsfjordens mynning. Den grundades 1877 av Kungl. Vetenskapsakademien och är en av världens äldsta marina stationer för forskning och utbildning. Gullmarsfjorden är en 25 kilometer lång tröskelfjord med ett största djup på 119 meter. Här finns två tydligt skilda vattenmassor av olika salthalt, vilket gör fjorden intressant för marin forskning. Salthalt och temperatur i bottenvattnen motsvarar förhållanden på 200−300 meters djup utanför fjorden. Här hittar man därför djuplevande arter, till exempel nordhavsräka och krill. Många miljöer – bland annat branta klippor, djupbottensediment, ålgräsängar och klipp-, sten-, sand- och lerstränder – ger en rik flora och fauna i området kring Kristineberg.

## Forskningsfartyg
Huvudartikel: R/V Skagerak

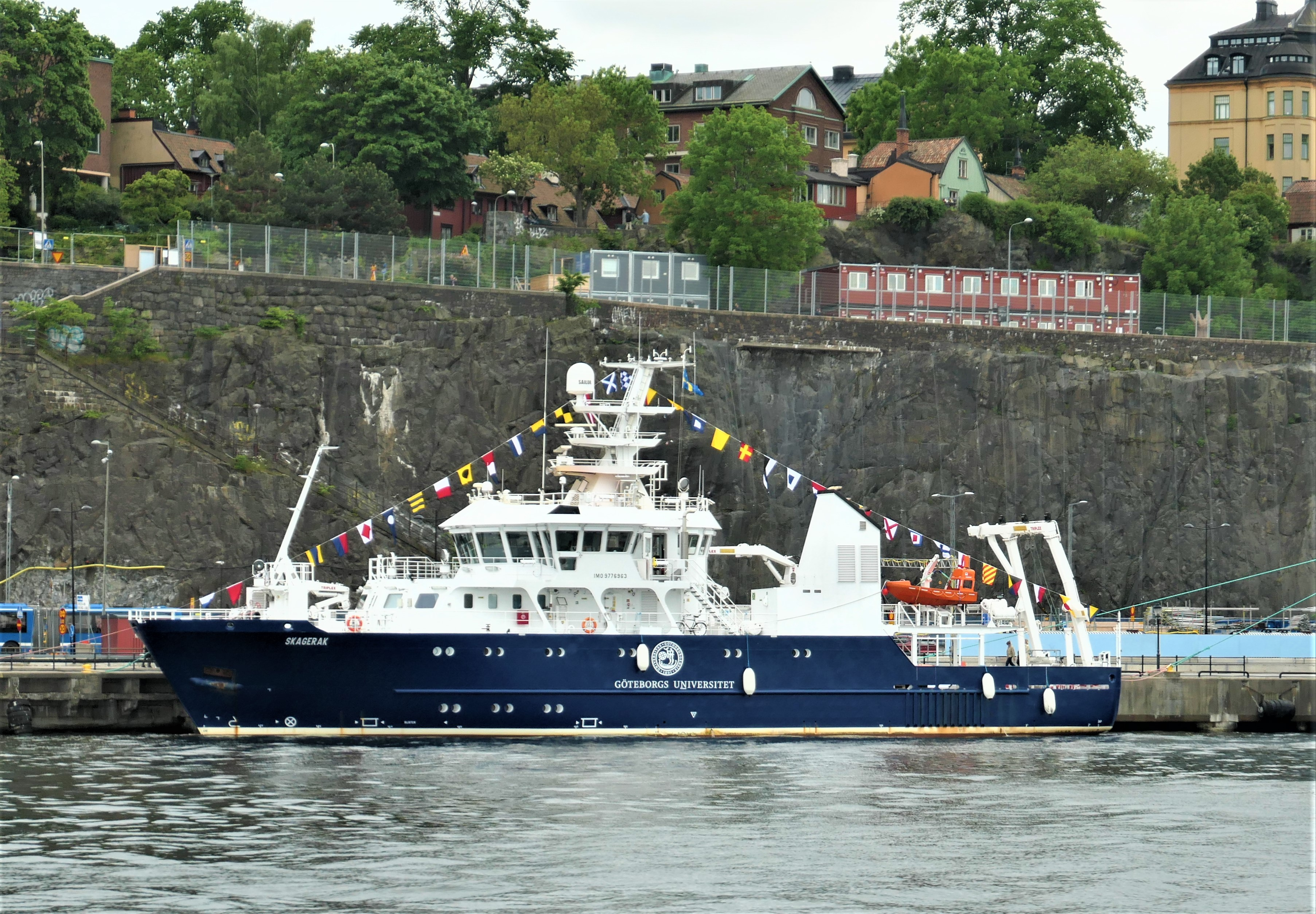
R/V Skagerak (2017) på besök i Stockholm, 2022.

Infrastrukturen har fem forskningsfartyg: R/V Skagerak, R/V Nereus, R/V Oscar von Sydow, R/V Doris och R/V Alice samt ett antal mindre båtar. Båtarna har sin bas i endera Göteborg, Kristineberg eller Tjärnö. Fartygen har provtagningsutrustning både för fria vattenmassan och för bottnar, till exempel planktonhåvar, skrapor, sedimentlod, CTD:er med vattenhämtare, och olika sedimentprovtagare. Lovéncentret har tre fjärrstyrda undervattensfarkoster (ROV).[källa behövs]